# V801SA
V801SA（ブイ はちまるいち エスエー）は三洋電機が開発し、ボーダフォン日本法人（現ソフトバンクモバイル）が販売するW-CDMA通信方式のVodafone Global Standard（現 3G）サービスを利用可能な携帯電話端末である。2003年12月1日より発売開始。
2008年1月以降、ソフトバンクモバイルのネットワークでは利用できなくなっている。

## 特徴
当時のボーダフォンでは珍しいストレート型（スライド式）で当時としては珍しいテレビ電話機能が付いている。しかしメインカメラが31万画素とカメラ機能はロースペックである。高品質のスピーカーと音声処理機能が備わっていて、通話機能は抜群である。しかし、(当時の欧米基準の)あまりにも短い待ち時間、端末の大きさ、メールがたまりすぎると突然整理が始まって半日近く操作不能になるなど、数々の迷機能が評判を呼んだ。
かなり前から開発が行われており、情報が出た当初はそのデザイン性やスペックからかなりの話題となったが、VGS立ち上げの遅れか開発の遅れか、発売は遅れに遅れ、あまり注目を得る事が出来なかった。